# Roy Heaton Smith
Pour les articles homonymes, voir Roy Smith et Smith.
Roy Heaton Smith (Middleton, 1928 – Middleton, 26 mai 2014) est un compositeur britannique.

## Biographie
Roy Heaton Smith étudie le piano avec Noel Walton (le frère de William), puis la composition avec Richard Hall. En 1950, il remporte une bourse (County Music Scholarship), ce qui lui permet d'étudier au College of Music de Manchester, où il travaille toujours avec le compositeur Richard Hall,. Alors qu'il est encore étudiant, il remporte le prix de composition de la Royal Philharmonic Society, avec une cantate pour voix et orchestre à cordes, ce qui lui permet de se consacrer une année entière à la composition.
En 1960, il est nommé à la tête de l'école de musique (Queen Elizabeth High School) de sa ville natale, Middleton. Il y reste jusqu'à sa retraite en 1984.
Ses manuscrits sont conservés au Royal Northern College of Music,.

## Prix
- Prix de composition de la Royal Philharmonic Society, pour Phantasy
- Theodore Holland Award de la Royal Academy of Music (Manchester)
- Concours d'alto Harry Danks (SPNM, 1955) pour sa Suite de variations pour alto et piano

## Œuvres
- Phantasy, cantate pour voix et orchestre à cordes
- Passacaglia, op. 18b pour quatuor à cordes
- Sonatine, op. 19, pour piano
- Trois chansons romantiques, op. 22, pour mezzo-soprano et piano
- Sonatina alla Fantasia, op. 23 (1950/51) pour flûte à bec et piano
- Introduction and Variations, op. 24, pour violon et piano
- Four Folksong Arrangements, op. 26, pour voix medium, clarinette et piano
- Quatuor à cordes, op. 34
- Sérénade pour trio de flûtes à bec (éd. Schott 1955) (OCLC 14248479)
- Suite de variations pour alto et piano, op. 37 (1955)
- Scherzo pour trois flûtes à bec
- Three Bagatelles pour flûtes à bec, alto et clarinette, op. 46
- A Vision of the Future pour voix medium, alto et piano (1966)
- Pastoral, pour voix, flûte à bec et alto (1969)
- Concerto pour clarinette et cordes (éd. Musica Rara 1972) (OCLC 42239135)
- Divertimento
- The Birthday, Histoire de la Nativité pour voix d'enfants et piano (éd. Novello 1960) (OCLC 498273247)

## Discographie
- Opening the door… to the music of Roy Heaton Smith - Clare Wilkinson (mezzo-soprano), Linda Merrick (clarinette), John Turner (flûte à bec), Alistair Vennart (alto), Benedict Holland (violon), Harvey Davies et Ewa Tytman (pianos), Solem String Quartet (Divine Art DDA 21228) (OCLC )
- Anthony Burgess - The Man and his Music : Sonatina alla Fantasia, op. 23 (Smith) - John Turner, flûte à bec (2-9 septembre 2012, Divine Art MSV77202)[4] (OCLC 907640784), (BNF 43655583)